# Snow Hills
Die Snow Hills (englisch für Schneehügel) sind zwei verschneite Hügel im ostzentralen Teil von Signy Island im Archipel der Südlichen Orkneyinseln. Sie ragen 400 m westlich der Cemetery Bay mit Höhen von 240 m bzw. 265 m auf.
Wissenschaftler der britischen Discovery Investigations benannten den östlichen, niedrigeren beider Hügel als Snow Hill. Vor Ort ist jedoch die angegebene Benennung für beide Hügel etabliert.